# Areticulata leucosideae
Areticulata leucosideae is een vlinder van de familie van de dwergmineermotten (Nepticulidae). De wetenschappelijke naam van deze soort is voor het eerst voorgesteld door Malcolm John Scoble in een publicatie uit 1983. De soort is vernoemd naar de naam van het geslacht van de waardplant.

## Verspreiding
De soort komt voor in Zuid-Afrika.

## Waardplanten
De rups leeft op Leucosidea sericea (Eckl. & Zeyh.) (Rosaceae).